# Pelléas et Mélisande (Sibelius)
Pour les articles homonymes, voir Pelléas et Mélisande (homonymie).
Pelléas et Mélisande op. 46 est une suite orchestrale en neuf tableaux de Jean Sibelius terminée en 1905. 

## Historique
À la suite d'une commande du Théâtre suédois d'Helsinki, Sibelius a écrit la musique de scène en 1904-1905 pour la pièce de Maurice Maeterlinck Pelléas et Mélisande, traduite en suédois par Bertel Gripenberg. 
La pièce de Maeterlinck a eu sa première en Finlande le 17 mars 1905. Sibelius a dirigé lui-même l'orchestre. La représentation a été l'un des événements théâtraux de l'année, et le théâtre était plein. La pièce a été bien accueillie et a été jouée 18 fois au cours du printemps de 1905. Sibelius a dirigé six des représentations.
La musique de scène originale est écrite en 10 tableaux dont la suite n'a retenu que 9 tableaux.
Il existe un arrangement pour piano fait en 1905. Le tableau Trois sœurs aveugles a été arrangé pour voix et piano.

## Présentation de l'œuvre
1. Aux portes du château (Vid slottsporten/Linnan portilla)
2. Mélisande
3. Au bord de la mer (På stranden vid havet/Meren rannalla)
4. Une fontaine dans le parc (En källa i parken/Suihkulähteellä puistossa)
5. Trois sœurs aveugles (De trenne blinda systrar/Kolme sokeaa sisarta)
6. Pastorale
7. Mélisande au rouet (Mélisande vid sländan/Mélisande rukin äärellä)
8. Entracte (Mellanaktsmusik/Intermezzo (välisoitto))
9. Mort de Mélisande (Mélisandes död/Mélisanden kuolema)

- Durée d'exécution : trente minutes

Le mouvement d'ouverture de la suite pour orchestre est appelé Aux portes du château. Les cordes introduisent un thème bref, aérien, qui est ensuite repris par les vents. Cette introduction se termine par des accords austères. 
Ensuite, le personnage de Mélisande est introduit par une musique caractéristique présentée par un solo de cor anglais qui décrit comment Golaud trouve Mélisande dans la forêt à côté d'une source. Elle est suivie par un bref intermède, Au bord de la mer», que Sibelius considérait comme indispensable lors des concerts. Les principaux personnages sont debout au bord de mer, en regardant une voile de bateau.
Les cordes présentent avec des sonorités denses de caractère mélodique le tableau Près de la fontaine dans le parc. Une mélodie de valse ouvre la scène, dans lequel les personnages principaux vont jusqu'à une source dans le parc. Mélisande laisse tomber la bague que Golaud lui a donnée.
Dans le tableau suivant les Trois sœurs aveugles, un autre solo de cor anglais conduit à des harmonies orchestrales monolithiques. La chanson Mélisande est dans le style d'une ballade.
Le sixième mouvement, Pastorale, est écrit pour les bois et les cordes et présente la subtilité de la musique de chambre.
Le septième, Mélisande au rouet, présente le portrait le plus long et le plus spectaculaire entendu jusqu'ici, suivi d'un Entracte. Ce très long mouvement pourrait servir de finale symphonique, mais la logique du drame exige un épilogue.
Avec le mouvement La mort de Mélisande, l'histoire tragique de l'amour voué à l'échec trouve sa conclusion.

### Orchestration
| Instrumentation de Pelléas et Mélisande                                                           |
| Cordes                                                                                            |
| premiers violons, seconds violons, altos, violoncelles, contrebasses                              |
| Bois                                                                                              |
| 1 flûte jouant aussi le piccolo, 1 hautbois jouant aussi le cor anglais, 2 clarinettes, 2 bassons |
| Cuivres                                                                                           |
| 2 cors                                                                                            |
| Percussions                                                                                       |
| timbales, triangle, grosse caisse                                                                 |